# Муханов, Тимур Ренатович
Тимур Ренатович Муханов (род. 17 июня 2005, Глазов, Удмуртия) — российский хоккеист, нападающий. Мастер спорта России (2023).

## Биография
Начинал играть в хоккей в «Прогрессе» Глазов, затем занимался в «Вятке» (Киров), «Витязе» Подольск, с 2020 года — в омском «Авангарде». Выступал за команды МХЛ «Омские ястребы» (2021/22 — 2022/23) и ВХЛ «Омские крылья» (2022/23). Бронзовый (2022) и серебряный (2023) призёр чемпионата МХЛ.
6 мая 2023 года был обменян в череповецкую «Северсталь». Был признан лучшим новичком ноября 2023 года в КХЛ.
На драфте НХЛ 2023 года был выбран в 6-м раунде под общим 163-м номером клубом «Каролина Харрикейнз».
Бронзовый призёр хоккейного турнира европейского юношеского олимпийского фестиваля 2022 года.